# Lycaon pictus lupinus
A Lycaon pictus lupinus az emlősök (Mammalia) osztályának ragadozók (Carnivora) rendjébe, ezen belül a kutyafélék (Canidae) családjába tartozó afrikai vadkutya (Lycaon pictus) egyik alfaja.

## Előfordulása
A Lycaon pictus lupinus előfordulási területe Kelet-Afrika. Manapság az egykori állományai nagyon visszaszorultak. Ruandából és Burundiból kihalt. Dél-Szudánban, Észak-Ugandában és Észak-Kenyában már csak kevés él belőle. A helyzete egészen más Tanzániában, ahol a Selous Vadvédelmi Területen és a Mikumi Nemzeti Parkban az egyedszáma jelentős; sőt itt találhatók a legnagyobb afrikai vadkutya állományok.

## Megjelenése
Ezt az alfajt a törzsalfajtól, azaz a Lycaon pictus pictustól a kisebb mérete és a jóval feketébb színezete különbözteti meg.

## Fordítás
- Ez a szócikk részben vagy egészben  az   East African wild dog című angol Wikipédia-szócikk ezen változatának fordításán alapul.  Az eredeti cikk szerkesztőit annak laptörténete sorolja fel. Ez a jelzés csupán a megfogalmazás eredetét és a szerzői jogokat jelzi, nem szolgál a cikkben szereplő információk forrásmegjelöléseként.